# ارزش افزوده اقتصادی

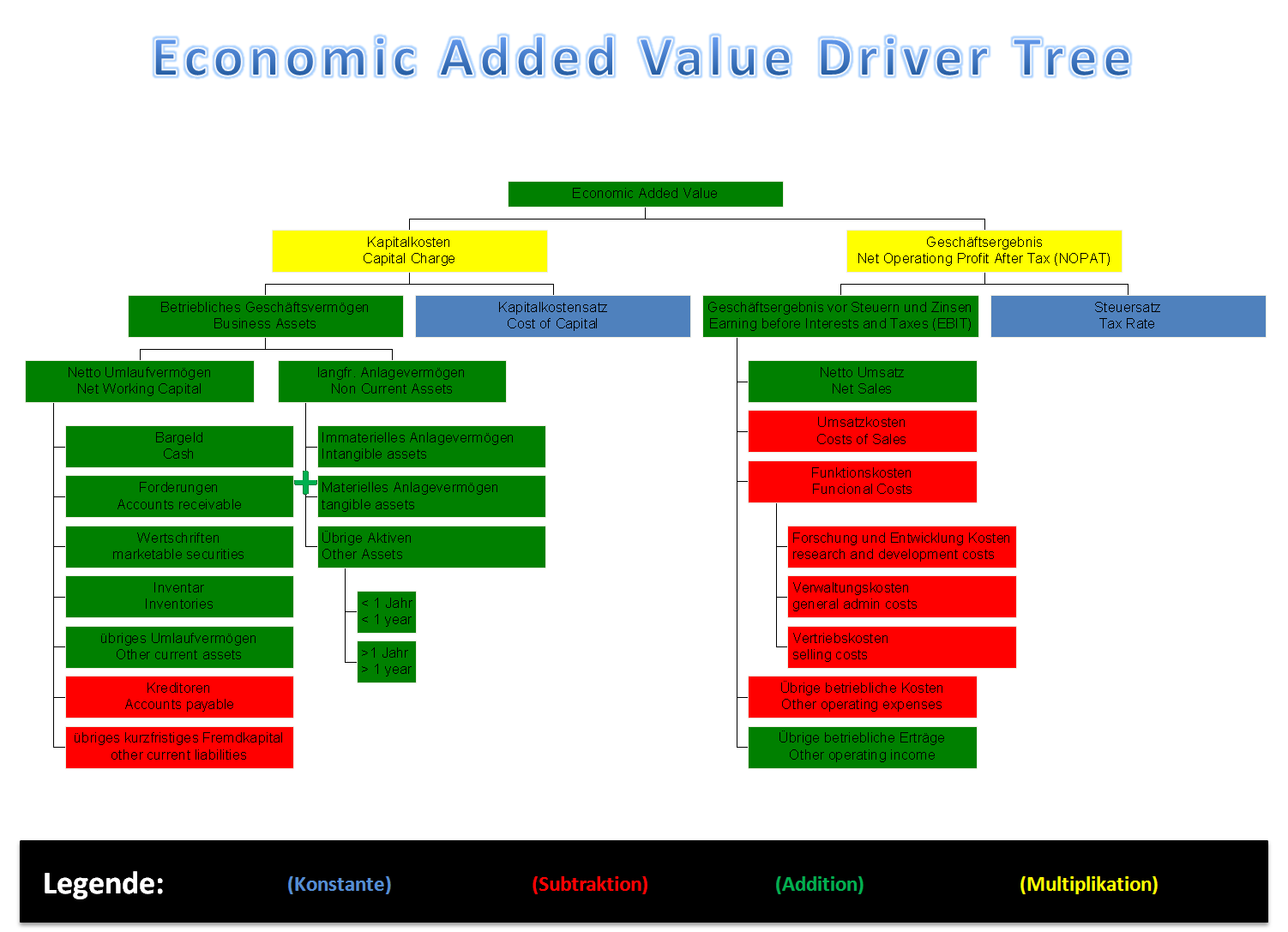
چارت انواع ارزش افزوده یا value added

ارزش افزودۀ اقتصادی (انگلیسی: Economic value added) در امور مالی شرکتی معیاری برای سنجش عملکرد مالی شرکت بر اساس ثروت مازاد است، که با کسر هزینه سرمایه از سود عملیاتی (پس از کسر مالیات) محاسبه می‌شود. ارزش افزوده اقتصادی با عنوان «سود اقتصادی» نیز شناخته می‌شود.